# Öbektaş, Emirgazi
Öbektaş là một xã thuộc huyện Emirgazi, tỉnh Konya, Thổ Nhĩ Kỳ. Dân số thời điểm năm 2011 là 81 người.